# Legge Astier
La legge Astier (dal nome del senatore francese Placide Astier) è una norma adottata e promulgata il 25 luglio 1919, che riorganizzò l'insegnamento tecnico industriale e commerciale in Francia.
Essa fornì finanziamenti agli istituti tecnici privati, sia per gli investimenti che per i costi di gestione. Inoltre, introdusse corsi professionali obbligatori: tutti gli apprendisti dovevano seguire gratuitamente 150 ore di corsi teorici e generali all'anno. Il Certificat de Capacité Professionnelle si trasformò nel Certificat d'Aptitude Professionnelle (CAP).
La legge Falloux del 15 marzo 1850, che mirava a limitare questi sussidi nel quadro della laicità e dell'uguaglianza, non raggiunse il suo obiettivo; poteva essere aggirata da un liceo privato o confessionale che apriva delle classi tecnologiche.

## Contenuto
La legge è strutturata nei seguenti titoli:
- Titolo I - Disposizioni generali
- Titolo II - Autorità preposte all'insegnamento tecnico
- Titolo III - Scuole pubbliche di insegnamento tecnico e scuole dei mestieri
  - Capo I - Creazione delle scuole pubbliche di insegnamento tecnico e delle scuole dei mestieri
  - Capo II - Dell'amministrazione
  - Capitolo III - Del personale
  - Capitolo IV - Dell'insegnamento
- Titolo IV - Delle scuole d'insegnamento tecnico private
- Titolo V - Dei corsi professionali.

La legge Astier divide la formazione in tre componenti:
- la formazione professionale, finalizzata a soddisfare le esigenze di conoscenza pratica e teorica del mestiere;
- l'educazione dei lavoratori, finalizzata all'acquisizione di una migliore formazione militante;
- l'educazione popolare, per sviluppare una più ampia gamma di attività ricreative.